# كوفي أمواكو عطا
كوفي أمواكو عطا (بالإنجليزية: Kofi Amoako Atta)‏ هو لاعب كرة قدم غاني في مركز الوسط، ولد في 28 مارس 1997 في أكرا في غانا. لعب مع بورصة سبور.

## وصلات خارجية
- كوفي أمواكو عطا على موقع اتحاد تركيا (لاعب) (الإنجليزية)